# The Wash: Hiphopowa myjnia
Hip Hopowa Myjnia (ang. The Wash) – komedia z 2001 roku w reżyserii DJ Pooh'a. Pomysł na film zrodził się w czasie wspólnej trasy koncertowej DJ Pooh'a, Dr. Dre, oraz Snoop Dogg'a.

## Fabuła
Sean (Dr. Dre) i Dee Loc (Snoop Dogg) to kumple – razem imprezują, podrywają dziewczyny i... zbierają na czynsz. Gdy Sean popada w tarapaty, Dee Loc załatwia mu posadę w myjni samochodowej, w której pracuje. Pewnego dnia ich szef zostaje uprowadzony. Kumple postanawiają uwolnić go z rąk porywaczy.